# Daños colaterales (programa de televisión)
Daños colaterales fue un programa especial (que consta de un único envío) de la Fundación Huésped por el Día Mundial de la Lucha contra el Sida, con el fin de ayudar a reflexionar sobre los prejuicios y la discriminación alrededor del VIH/SIDA.  
Está protagonizado por Diego Torres y Carola Reyna. Con las participaciones especiales de Eleonora Wexler, Ailín Salas, Lucas Lagré, Hugo Arana, Juan Pablo Varsky, Alejandro Fiore y Adrián Suar. Además participaron en este especial los actores y actrices: Marta Igarza, Eduardo Narvay, Natalia Santiago y Mariana Torres.

## Sinopsis
Julia (Carola Reyna) es una mujer casada desde hace quince años que sufre la repentina muerte de su marido en un accidente automovilístico. En el entierro, ella descubre que su esposo de toda la vida tenía una amante. Con la ayuda de Mariano (Diego Torres), quien es su peluquero y mejor amigo, y también de su hija adolescente Rosario (Ailín Salas), Julia tratará de establecer quién era la persona en cuestión, yendo en busca de la mujer que acompañaba a su marido al momento del choque.
En ese contexto, los tres personajes transitan las complejidades que existen alrededor de la sexualidad (ya sea de la población gay, de los adolescentes o de las relaciones entre hombres y mujeres ) y entenderán que todos los seres humanos estamos expuestos al VIH.
Este es el séptimo unitario que El Trece emite un programa especial de la Fundación Huésped por el Día Mundial de la Lucha contra el Sida, con el fin de ayudar a reflexionar sobre los prejuicios y la discriminación alrededor del VIH/sida. Entre los años 2002 y 2005, la emisora brindó espacio al “backstage” del Calendario de Fundación Huésped realizado por la fotógrafa Gaby Herbstein, del que participaron reconocidos personajes de la cultura y el espectáculo argentinos. En 2006, El Trece y Fundación Huésped fueron pioneros en exhibir, por primera vez en la televisión abierta local, un programa de ficción dedicado exclusivamente al VIH/sida, "Hoy me desperté", dirigido por Bruno Stagnaro y Darío Lanis. En 2007, el unitario se llamó “Reparaciones” y fue protagonizado por Pablo Echarri y Érica Rivas. En 2008 fue el turno de “Oportunidades”, dirigido por Daniel Barone y protanizado por Celeste Cid y Damián De Santo. En 2011 fue el turno de “Volver al ruedo”, dirigido por Martín Desalvo y protagonizado por Soledad Silveyra y Jorge Suárez.

## Elenco
- Carola Reyna - Julia Lamadrid
- Diego Torres - Mariano
- Ailín Salas - Rosario Irrazábal
- Lucas Lagré - Luciano Sánchez
- Hugo Arana - Pedro Irrazábal
- Eleonora Wexler - Josefina Mujica
- Alejandro Fiore - Jefe de seguridad
- Marta Igarza - Amiga de Julia
- Eduardo Narvay - Empleado funerario
- Natalia Santiago - Violinista
- Mariana Torres - Silvana
- Juan Pablo Varsky - Sacerdote
- Adrián Suar - Charlie

## Ficha técnica
- Idea original y guion: Marta Betoldi
- Producción general: Deborah Cosovschi
- Dirección: Gabriel Nesci
- Producción ejecutiva: Marisa Ipollito
- Dirección de fotografía: Diego Poleri
- Dirección de arte: Pablo Rouco
- Edición y musicalización: Alejandro Alem y Alejandro Parysow
- Vestuario: Debora Andrijauskas
- Cortina musical de: Diego Torres